# Davide Santon
Davide Santon (Portomaggiore, 2 januari 1991) is een Italiaanse profvoetballer die doorgaans als linksback speelt. Hij verruilde Internazionale in juli 2018 voor AS Roma, dat 9,5 miljoen euro voor hem betaalde. Santon debuteerde in 2009 in het Italiaans voetbalelftal.

## Carrière
Santon stroomde in 2008 door vanuit de jeugd van Internazionale. Daarvoor debuteerde hij op 21 januari 2009 in het eerste team, in een wedstrijd in het toernooi om de Coppa Italia tegen AS Roma. Santon begon daarbij in de basis. Inter won met 2–1. Vier dagen later maakte hij zijn debuut in de Serie A. Santon werd dat jaar Italiaans landskampioen met Inter en had daarin zelf tijdens zestien competitiewedstrijden een aandeel. Tijdens zijn debuutseizoen speelde hij ook zijn eerste vier wedstrijden voor Internazionale in de UEFA Champions League. In het seizoen 2009/10 won Santon met Inter opnieuw de landstitel en daarnaast de Coppa Italia, de Supercoppa, de UEFA Champions League en het FIFA WK voor clubs. Hieraan droeg hij bij in twaalf competitiewedstrijden, twee bekerwedstrijden, een wedstrijd in de UEFA Champions League en als invaller in de halve finale van het FIFA WK voor clubs.

### Verhuur aan Cesena
Op 31 januari 2011, de laatste dag van de transferperiode, werd Santon verhuurd aan Cesena, als onderdeel van een overeenkomst waarbij Yuto Nagatomo naar Internazionale zou komen. Hiermee eindigde hij dat seizoen op een veilige vijftiende plaats in de Serie A.

### Newcastle United
Santon tekende op 31 augustus 2011 een vijfjarig contract bij Newcastle United, dat circa 6 miljoen euro voor hem betaalde. Hij speelde meer dan tachtig competitiewedstrijden voor de club in de Premier League. Hiermee werd hij in zijn eerste drie jaar vijfde, zestiende en tiende op de ranglijst. Nadat Santon de eerste helft van het seizoen 2014/15 miste vanwege een knieblessure, achtte de club hem bij terugkomst overbodig geworden.

### Terug naar Inter
Newcastle verhuurde Santon in februari 2015 aan Internazionale, met een optie tot koop die automatisch van kracht werd na het spelen van een afgesproken aantal wedstrijden. Toen dit daadwerkelijk gebeurde, keerde Santon definitief terug naar zijn oude club.

### Interlands
Santon vertegenwoordigde de Italië –16, Italië –17, Italië –20 en Italië –21. Hij debuteerde in juni 2009 onder Marcello Lippi in het Italiaans voetbalelftal, tegen Noord-Ierland.

## Clubstatistieken
| Seizoen | Club             | Competitie     | Competitie | Competitie | Beker | Beker | Supercup | Supercup | Internationaal | Internationaal | Totaal | Totaal |
| Seizoen | Club             | Competitie     | Wed.       | Dlp.       | Wed.  | Dlp.  | Wed.     | Dlp.     | Wed.           | Dlp.           | Wed.   | Dlp.   |
| ------- | ---------------- | -------------- | ---------- | ---------- | ----- | ----- | -------- | -------- | -------------- | -------------- | ------ | ------ |
| 2008/09 | Internazionale   | Serie A        | 15         | 0          | 2     | 0     | —        | —        | 2              | 0              | 19     | 0      |
| 2009/10 | Internazionale   | Serie A        | 12         | 0          | 2     | 0     | 0        | 0        | 1              | 0              | 15     | 0      |
| 2010/11 | Internazionale   | Serie A        | 12         | 0          | 1     | 0     | 0        | 0        | 5              | 0              | 18     | 0      |
| 2010/11 | → Cesena         | Serie A        | 11         | 0          | 0     | 0     | —        | —        | —              | —              | 11     | 0      |
| 2011/12 | Newcastle United | Premier League | 24         | 0          | 3     | 0     | —        | —        | —              | —              | 27     | 0      |
| 2012/13 | Newcastle United | Premier League | 31         | 1          | 1     | 0     | —        | —        | 6              | 0              | 38     | 1      |
| 2013/14 | Newcastle United | Premier League | 27         | 0          | 1     | 0     | —        | —        | —              | —              | 28     | 0      |
| 2014/15 | Newcastle United | Premier League | 0          | 0          | 1     | 0     | —        | —        | —              | —              | 1      | 0      |
| 2014/15 | → Internazionale | Serie A        | 9          | 0          | 1     | 0     | —        | —        | 4              | 0              | 14     | 0      |
| 2015/16 | Internazionale   | Serie A        | 12         | 0          | 1     | 0     | —        | —        | —              | —              | 13     | 0      |
| 2016/17 | Internazionale   | Serie A        | 12         | 0          | 0     | 0     | —        | —        | 1              | 0              | 13     | 0      |
| Totaal  | Totaal           | Totaal         | 165        | 1          | 13    | 0     | 0        | 0        | 19             | 0              | 197    | 1      |

## Erelijst
| UEFA Champions League | 1x | 2009/10          |
| FIFA WK voor clubs    | 1x | 2010             |
| Serie A               | 2x | 2008/09, 2009/10 |
| Coppa Italia          | 1x | 2009/10          |
| Supercoppa Italiana   | 1x | 2010             |